# Морський вокзал

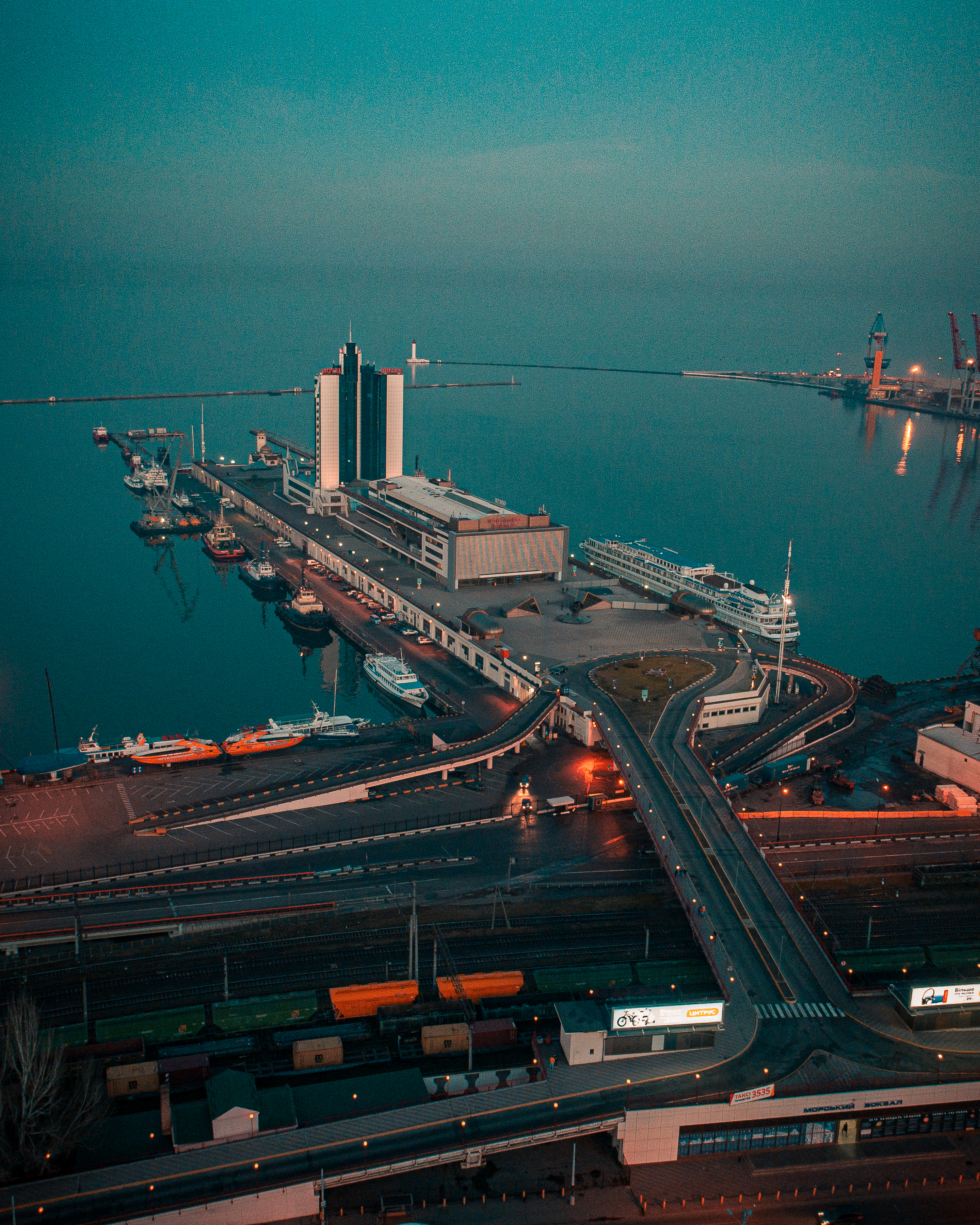
Одеський морський вокзал

Морський вокзал — споруда або комплекс споруд, призначений для обслуговування пасажирів морського транспорту, а також обробки їх багажу. Морські вокзали бувають базові й транзитні.
За своїми функціями, внутрішньою будовою, будівля морського вокзалу приблизно відповідає будівлям залізничного та автобусного вокзалів: є квиткові каси, зал очікування, підприємства громадського харчування та дрібнороздрібної торгівлі, причали, камери схову тощо